# Tour préliminaire à la Coupe d'Asie des nations de football 2007
Cette page présente le tour préliminaire à la Coupe d'Asie des nations 2007.
Vingt-quatre pays affiliés à l'AFC s'engagent dans la 14e édition de la Coupe d'Asie des nations. Le Japon, tenant du titre n'est pas directement qualifié et doit passer les qualifications pour la première fois. Les pays-hôtes du tournoi final (Indonésie, Malaisie, Thaïlande, Viêt Nam) sont directement qualifiés et ne dispute pas ces éliminatoires.

Les 24 équipes sont réparties dans 6 groupes de 4. Les premiers sont qualifiés pour la phase finale en Chine.

Le Liban déclare forfait après le premier match à la suite du Conflit israélo-libanais de 2006, par conséquent seules 23 équipes concourent.

## Équipes non inscrites
16 sélections nationales ne participent pas aux qualifications (entre parenthèses, le classement FIFA en novembre 2005):
| - Turkménistan [116] - Maldives [133] - Tadjikistan [141] - Birmanie [147] - Kirghizistan [157] | - Laos [170] - Népal [175] - Mongolie [179] - Cambodge [188] - Afghanistan [189] - Bhoutan [190] | - Philippines [191] - Macao [192] - Brunei [199] - Guam [204] - Timor oriental [Pas encore classé] |

## Équipe exclue
- La  Corée du Nord [82e] a été bannie de ses qualifications après leur conduite lors des éliminatoires de la Coupe d'Asie 2004.

Par conséquent, sur les 46 sélections asiatiques, seules 29 disputent les qualifications.

## Tour préliminaire
En décembre 2005, le Bangladesh et le Pakistan doivent faire un barrage afin de savoir lequel disputera le tour suivant (matchs aller-retour). Au départ, cela devait se tenir en novembre 2005 mais a du être reporté en décembre à la suite du séisme de 2005 au Cachemire.
| 22 décembre 2005 | Bangladesh | 0–0 | Pakistan | Bangabandhu National Stadium |  |
|                  |            |     |          |                              |  |
|                  | (Rapport)  |     |          |                              |  |

| 26 décembre 2005 | Pakistan  | 0–1 | Bangladesh       | People's Sports Complex |
|                  |           |     | 84e Firaj Mahmud |                         |
|                  | (Rapport) |     |                  |                         |

Le Bangladesh se qualifie pour le tour suivant. Malgré l'élimination face au Bangladesh, le Pakistan est qualifié à la suite du forfait du Sri Lanka.

## Tour qualificatif
| Équipe          | Pts | J | V | N | D | Bp | Bc | Diff |
| --------------- | --- | - | - | - | - | -- | -- | ---- |
| Japon           | 15  | 6 | 5 | 0 | 1 | 15 | 2  | +13  |
| Arabie saoudite | 15  | 6 | 5 | 0 | 1 | 21 | 4  | +17  |
| Yémen           | 6   | 6 | 2 | 0 | 4 | 5  | 13 | −8   |
| Inde            | 0   | 6 | 0 | 0 | 6 | 2  | 24 | −22  |

| Équipe         | Pts | J | V | N | D | Bp | Bc | Diff |
| -------------- | --- | - | - | - | - | -- | -- | ---- |
| Iran           | 14  | 6 | 4 | 2 | 0 | 12 | 2  | +10  |
| Corée du Sud   | 11  | 6 | 3 | 2 | 1 | 15 | 5  | +10  |
| Syrie          | 8   | 6 | 2 | 2 | 2 | 10 | 6  | +4   |
| Taipei chinois | 0   | 6 | 0 | 0 | 6 | 0  | 24 | −24  |

| Équipe              | Pts | J | V | N | D | Bp | Bc | Diff |
| ------------------- | --- | - | - | - | - | -- | -- | ---- |
| Émirats arabes unis | 13  | 6 | 4 | 1 | 1 | 11 | 6  | +5   |
| Oman                | 12  | 6 | 4 | 0 | 2 | 14 | 6  | +8   |
| Jordanie            | 10  | 6 | 3 | 1 | 2 | 10 | 5  | +5   |
| Pakistan            | 0   | 6 | 0 | 0 | 6 | 4  | 22 | −18  |

| Team      | Pts | Pld | W | D | L | GF | GA | GD |
| --------- | --- | --- | - | - | - | -- | -- | -- |
| Australie | 9   | 4   | 3 | 0 | 1 | 7  | 3  | +4 |
| Bahreïn   | 4   | 4   | 1 | 1 | 2 | 3  | 6  | −3 |
| Koweït    | 4   | 4   | 1 | 1 | 2 | 3  | 4  | −1 |
| Liban     | -   | -   | - | - | - | -  | -  | -  |

| Équipe    | Pts | J | V | N | D | Bp | Bc | Diff |
| --------- | --- | - | - | - | - | -- | -- | ---- |
| Irak      | 11  | 6 | 3 | 2 | 1 | 12 | 8  | +4   |
| Chine     | 11  | 6 | 3 | 2 | 1 | 7  | 3  | +4   |
| Singapour | 4   | 5 | 1 | 1 | 3 | 4  | 6  | −2   |
| Palestine | 4   | 5 | 1 | 1 | 3 | 3  | 9  | −6   |

| Équipe      | Pts | J | V | N | D | Bp | Bc | Diff |
| ----------- | --- | - | - | - | - | -- | -- | ---- |
| Qatar       | 15  | 6 | 5 | 0 | 1 | 14 | 4  | +10  |
| Ouzbékistan | 11  | 6 | 3 | 2 | 1 | 14 | 4  | +10  |
| Hong Kong   | 8   | 6 | 2 | 2 | 2 | 5  | 7  | −2   |
| Bangladesh  | 0   | 6 | 0 | 0 | 6 | 1  | 19 | −18  |

## Qualifiés
| Groupe A Thaïlande Australie Irak Oman | Groupe B Viêt Nam Émirats arabes unis Qatar Japon | Groupe C Malaisie Chine Iran Ouzbékistan | Groupe D Indonésie Arabie saoudite Bahreïn Corée du Sud |